# Kimiko Hirata
Kimiko Hirata (平田 仁子, Hirata Kimiko, nascuda el 1970) és una activista pel clima japonesa. És fundadora de la Kiko Network, una ONG que fa campanya per la reducció d'emissions des de fa més de vint anys. Des de desembre de 2022, ha contribuït a la cancel·lació de 17 centrals elèctriques de carbó previstes. Hirata també ha liderat campanyes de desinversió de carbó històriques contra Mizuho Financial Group i Mitsubishi UFJ. Actualment, exerceix de directora executiva del grup de reflexió Clima Integrate, amb seu a Tòquio, que se centra a accelerar la descarbonització.
L'any 2021, Hirata va esdevenir la primera dona japonesa a rebre el Premi Mediambiental Goldman, conegut com el «Nobel Verd». El 2022, va ser nomenada a la llista BBC de 100 dones influents. És doctora en Ciències Socials per la Universitat de Waseda i és autora de Climate Change and Politics (2019) en japonès i coautora de molts altres llibres i articles.

## Educació
Hirata va néixer al sud de la prefectura de Kumamoto i va estudiar Educació. Va ser conscient per primera vegada de la magnitud del canvi climàtic durant la Cimera de la Terra de Rio de Janeiro de 1992, que va ser àmpliament coberta als mitjans japonesos, i va començar a llegir llibres com Earth in the Balance d'Al Gore. Es va interessar per l'activisme internacional mentre feia un curs impartit per Masako Hoshino, una activista que havia ajudat a posar en marxa una de les primeres ONG del Japó.
Després de graduar-se, va anar a treballar en una editorial d'article científics. Va continuar llegint sobre temes ambientals i va estudiar anglès. El 1996, va deixar la seva feina i es va traslladar als Estats Units per fer pràctiques d'un any al Climate Institute. Durant el seu any als EUA, també va ser voluntària a la National Water Foundation i a un programa de l'Smithsonian centrat en la biodiversitat, a més de fer un curs sobre gestió d'ONG.
Va doctorar en Ciències Socials a la Universitat de Waseda el 1999. El 2021, va ser professora associada visitant a la Universitat de Comerç de Chiba.

## Carrera com a activista
El 1997, va tornar al Japó per fer campanya a la Conferència de l'ONU sobre el canvi climàtic, on es va adoptar el Protocol de Kyoto. Un any després, va fundar Kiko Network, una ONG centrada a aturar el canvi climàtic. Kiko Network va sorgir com una de les poques organitzacions que supervisava activament el compliment del Protocol de Kyoto per part del Japó.

### Lluita contra l'energia del carbó
Després del terratrèmol, el tsunami i el desastre nuclear del març de 2011 a Fukushima, el govern japonès va canviar la política per permetre la construcció de noves centrals elèctriques de carbó.Fins aleshores, els reactors nuclears havien generat aproximadament el 30% de l'electricitat del Japó, però van ser tancats pel govern arran del desastre. Per fer front a la crisi energètica que es va produir, el govern va sol·licitar ofertes per a la construcció de centrals de carbó addicionals i, el 2015, hi havia plans per a 50 noves plantes. Així, el Japó es va convertir en l'únic país del G7 que planejava noves centrals elèctriques de carbó en aquell moment.
Hirata va adoptar una estratègia de múltiples fronts per lluitar contra el carbó. Així, Kiko Network va llançar un lloc web per fer un seguiment dels projectes d'energia de carbó proposats a tot el país. A més, per conscienciar sobre els perills ambientals i per a la salut de l'energia del carbó, Hirata va treballar conjuntament amb científics, experts en contaminació, periodistes, advocats i líders de la comunitat local, així com amb altres ONG. En àrees clau on es planejaven projectes d'energia de carbó, va crear una xarxa d'activistes formada per ciutadans locals, va parlar en audiències públiques i va ajudar a impulsar una participació sense precedents als fòrums comunitaris.
També va comptar amb el suport d'experts internacionals per analitzar els costos i els riscos associats a les plantes de carbó i va publicar les seves conclusions. Hirata va treballar amb Greenpeace en un informe que va concloure que la contaminació atmosfèrica esperada provocaria 1.000 morts prematures al Japó cada any. A més, el Programa de Finances Sostenibles de la Universitat d'Oxford i Carbon Tracker van elaborar una anàlisi de risc d'inversió que va justificar la cancel·lació de les centrals de carbó previstes, així com les que hi havia en construcció, i l'eliminació gradual de les existents.
Per exercir una pressió addicional sobre els responsables polítics japonesos, Hirata va col·laborar amb ONGs a escala internacional. El clam internacional contra la política del carbó del Japó va ser cobert àmpliament pels mitjans japonesos; Hirata va coordinar protestes en diverses reunions de la COP, i va parlar amb la premsa abans de les cimeres del G20.
El desembre de 2022, la campanya d'Hirata que cridava l'atenció sobre l'impacte potencial de les centrals, en termes de contaminació de l'aire i canvi climàtic, havia provocat la cancel·lació de 17 de les 50 centrals elèctriques de carbó previstes.

### Campanya de desinversió de carbó
El 2020, Hirata va encapçalar una campanya d'accionistes per forçar al megabanc Mizuho Financial Group, el prestador privat més gran del món per als desenvolupadors de carbó, a endurir els préstecs a les empreses de carbó. Proposada per Kiko Network amb el suport de sis fons nòrdics a mitjans de març, va ser la primera resolució sobre el canvi climàtic liderada pels accionistes. Es demanava més divulgació sobre el canvi climàtic i un pla amb objectius definits per alinear el seu negoci amb l'acord climàtic de París. Un mes després de la proposta de la moció, Mizuho va anunciar que deixaria d'emetre préstecs a noves plantes de carbó el juny d'aquell any, i que tenia previst sortir de les inversions en carbó el 2050; un dia després, Sumitomo Mitsui Financial Group també va anunciar que deixaria d'emetre préstecs a les plantes de carbó al maig. Hirata va respondre que ambdues iniciatives no van complir amb l'Acord de París. El juny de 2020, tot i que la resolució no es va aprovar, va aconseguir un suport més gran del que s'esperava, amb el 35 % dels accionistes de Mizuho votant a favor.
El 2021, va fer campanya per una resolució climàtica similar a Mitsubishi UFJ presentada conjuntament per Kiko Group, Market Forces, Rainforest Action Network i 350.org Japan. La proposta que exigeix que el banc alineï les seves inversions amb l'acord climàtic de París va obtenir el 23 % dels vots dels accionistes.
Com a resultat dels esforços d'Hirata per instar les empreses a desinvertir del carbó, a partir del 2021, més de 10 principals desenvolupadors de plantes de carbó havien anunciat que deixarien de desenvolupar o finançar nous projectes de carbó.

### Descarbonització
Hirata va deixar el càrrec de directora internacional de Kiko Network el desembre de 2021, tot i que continua a la seva junta directiva. El gener de 2022, va establir Climate Integrate per centrar-se a accelerar la descarbonització treballant amb socis al Japó i internacionalment. El juliol de 2022, Climate Integrate va publicar un informe, "Perdre's en el camí de la descarbonització: els grans plans del Japó per a l'amoníac".